# КК Црвена звезда сезона 1988/89.
КК Црвена звезда сезона 1988/89. обухвата све резултате и остале информације везане за наступ Црвене звезде у сезони 1988/89.

## Тим
| бр     | бр     | Позиција      | Име                | Националност                                     | Напомене |
| ------ | ------ | ------------- | ------------------ | ------------------------------------------------ | -------- |
| 4      | 4      | бек           | Срђан Дабић        | Социјалистичка Федеративна Република Југославија |          |
| 5      | 5      | бек           | Небојша Илић       | Социјалистичка Федеративна Република Југославија |          |
| 6      | 6      | бек           | Саша Обрадовић     | Социјалистичка Федеративна Република Југославија |          |
| 7      | 7      | центар        | Александар Гилић   | Социјалистичка Федеративна Република Југославија |          |
| 8      | 8      | крило         | Слободан Јанковић  | Социјалистичка Федеративна Република Југославија |          |
| 9      | 9      | центар        | Зоран Јовановић    | Социјалистичка Федеративна Република Југославија |          |
| 10     | 10     | крилни центар | Предраг Богосављев | Социјалистичка Федеративна Република Југославија |          |
| 11     | 11     | плејмејкер    | Зоран Радовић      | Социјалистичка Федеративна Република Југославија |          |
| 12     | 12     | бек           | Стеван Караџић     | Социјалистичка Федеративна Република Југославија |          |
| 13     | 13     | центар        | Растко Цветковић   | Социјалистичка Федеративна Република Југославија |          |
| 14     | 14     | бек           | Мирко Павловић     | Социјалистичка Федеративна Република Југославија |          |
| 15     | 15     | крилни центар | Зуфер Авдија       | Социјалистичка Федеративна Република Југославија |          |
|        |        | бек           | Слободан Каличанин | Социјалистичка Федеративна Република Југославија |          |
| Тренер | Тренер | Тренер        | Зоран Славнић      | Социјалистичка Федеративна Република Југославија |          |

## Југословенско првенство
|     | Тим                   | Игр. | Поб. | Нер. | Изг. | П+   | П-   | П+/- | Бод |
| --- | --------------------- | ---- | ---- | ---- | ---- | ---- | ---- | ---- | --- |
| 1.  | Партизан Београд      | 22   | 16   | 0    | 6    | 2096 | 1879 |      | 38  |
| 2.  | Југопластика Сплит    | 22   | 16   | 0    | 6    | 1940 | 1729 |      | 38  |
| 3.  | Босна Сарајево        | 22   | 15   | 0    | 7    | 1911 | 1776 |      | 37  |
| 4.  | Црвена звезда Београд | 22   | 14   | 0    | 8    | 1921 | 1843 |      | 36  |
| 5.  | Задар                 | 22   | 14   | 0    | 8    | 1920 | 1710 |      | 36  |
| 6.  | Олимпија Љубљана      | 22   | 14   | 0    | 8    | 2059 | 1799 |      | 36  |
| 7.  | Цибона Загреб         | 22   | 12   | 0    | 10   | 1936 | 1919 |      | 34  |
| 8.  | ИМТ Београд           | 22   | 10   | 0    | 12   | 2016 | 2081 |      | 32  |
| 9.  | Војводина Нови Сад    | 22   | 9    | 0    | 13   | 1902 | 1932 |      | 31  |
| 10. | Шибенка               | 22   | 6    | 0    | 16   | 1906 | 2172 |      | 28  |
| 11. | Први партизан Ужице   | 22   | 3    | 0    | 19   | 1707 | 2125 |      | 25  |
| 12. | Борац Чачак           | 22   | 3    | 0    | 19   | 1844 | 2277 |      | 25  |

Легенда: